# The chairman dances
The chairman dances ("De voorzitter danst") is een compositie van John Adams. Het werk kent de klassieke opbouw van A-thema, B-thema, terugkeer naar A-thema.
Adams omschreef het als een “bijproduct” van zijn opera Nixon in China. Hij schreef het voor die opera, maar zou het niet gebruiken in de definitieve versie van die opera. Adams beeldde een grote bijeenkomst uit voor de ontvangst van de Amerikaanse delegatie. De voorzitster Jiang Qing (weduwe van Mao Zedong) staat ineens op, begint de zaal te versieren en begint vervolgens in haar eentje te dansen. Daarop stapt Mao uit zijn opgehangen portret en voegt zich bij haar. Ze dansen een foxtrot totdat de grammofoonplaat langzaam tot stilstand komt.
Adams had voor dit werk een groot symfonieorkest nodig, daar waar de meeste foxtrots worden gespeeld door combo's of dansorkesten met een kleinere bezetting.
Orkestratie:
- 2 dwarsfluiten (I en II ook piccolo), 2 hobo’s, 2 klarinetten (II ook basklarinet), 2 fagotten
- 4 hoorns, 2 trompetten, 2 trombones, 1 tuba
- x personen percussie, piano, harp
- violen, altviolen, celli, contrabassen.

Het werk was voor het eerst te horen op 31 januari 1986, uitgevoerd door een van de minder bekende symfonieorkesten in de Verenigde Staten, de Milwaukee Symphony onder leiding van Lukas Foss. Edo de Waart pakte het werk snel op en leidde in november 1986 de San Francisco Symphony Orchestra in de eerste opnamen. Het werk kreeg daarna talloze uitvoeringen; Muziekuitgeverij telde er tussen 2005 en 2025 meer dan 550. Het werk werd circa zes keer opgenomen. Dirigent David Zinman bracht The chairman dances in december 1987 naar Nederland met een uitvoering van het Radio Filharmonisch Orkest. 
In 1988 was er een tweede première; Peter Marlins had er voor het New York Ballet een choreografie bij ontworpen, iets wat wel vaker gebeurde met werken van Adams. In 2000 volgde een nieuwe choreografie van Lucinda Childs, losjes gebaseerd op Adams’ werk; ze omschreef dat ballet zelf als abstract. Ze liet het lidwoord weg, waardoor het een andere betekenis lijkt te krijgen: Dansen van de voorzitter. 